# Harthausen (Nadrenia-Palatynat)
Harthausen – miejscowość i gmina w Niemczech, w kraju związkowym Nadrenia-Palatynat, w powiecie Rhein-Pfalz, wchodzi w skład gminy związkowej Römerberg-Dudenhofen. Do 30 czerwca 2014 wchodziła w skład gminy związkowej Dudenhofen.